# LM5: The Tour
LM5 The Tour fue la sexta gira del grupo británico Little Mix para promocionar su quinto álbum de estudio LM5. La gira dio inicio el 1 de septiembre en Liverpool, Inglaterra.

## Antecedentes
Las fechas de la primera fase del tour fueron anunciadas el 19 de octubre de 2018 a través de las redes sociales del grupo. Al preordenar alguna de las versiones del álbum LM5 en la página oficial del grupo se obtenía acceso exclusivo a la preventa de los boletos, los cuales se pusieron a la venta el 26 de octubre de 2018 para el público en general. El 25 de octubre anunciaron la adición de tres fechas más, una en Glasgow, en Birmingham y la última en Londres. El 26 de noviembre se agregaron cuatro fechas más.
El 1 de febrero de 2019 se dieron a conocer las fechas de la etapa europea de la gira, esta constando solamente de 7 espectáculos. El mismo día se anunció a través de un comunicado por medio de redes sociales que la fecha inicial de la gira por el Reino Unido en Aberdeen, Escocia, sería cancelada debido a conflictos de programación imprevistos.
El 31 de marzo se anunció que la gira daría inicio en el verano, dando a conocer 5 fechas para Oceanía, específicamente en Australia. Con Robinson como telonero. Posteriormente, en junio de 2019 anunciaron que las fechas en Australia pasarían a diciembre a fin de promocionar su nuevo sencillo «Bounce Back», a su vez anunciaron la primera fecha en Nueva Zelanda.
En agosto de 2019 anunciaron los artistas teloneros para la fase Europea de la gira, Keelie Walker, y para Reino Unido Mae Miller y la banda New Rules.

## Crítica
Laura Hernández de Okdiario reseñó sobre el concierto en Madrid, asegurando que "la importancia del empoderamiento de la mujer estaba presente, desde el primer momento, en su concierto". Continuó al alabar el medley entre los temas «Only You» y «Black Magic» al mencionar "nos sorprendieron con un espectacular medley... tan bien las combinaron que parecía una sola canción. Ahora bien, el final de esta parte fue sencillamente espectacular. La iluminación, el juego de luces y el escenario brillaron como nunca".  Finalizó su reseña diciendo: "después de una hora y media de un show sencillamente brillante, espectacular y como pocos se han visto en España, las chicas de Little Mix se despidieron de su público español. En numerosas ocasiones dejaron claro que hacía tiempo que no tenían unos espectadores tan sumamente entregados. Ellas adoran España y, una vez más, ha quedado demostrado que nosotros también les adoramos a ellas". Agustín Gómez Cascales de la revista española Shangay reseñó "lo cierto es que salieron por la puerta grande del Wizink Center, porque superaron las expectativas de la mayoría de los asistentes con un show tan entretenido como, por momentos, poderoso" y continuó mencionando "desde las proyecciones iniciales, cargadas de consignas feministas –una constante durante todo el concierto–, Little Mix mostraban una imagen combativa y comprometido".
Sheena McStravick del Belfast Live realizó su reseña sobre el primer concierto de la fase del tour por Reino Unido e Irlanda, comenzó mencionando que el concierto dejó tanto a los "fanáticos jóvenes y viejos sintiendo el poder" y continuó mencionando que "los mensajes de empoderamiento femenino aparecieron en gran medida en el concierto, que vio a las cuatro damas apenas respirar mientras cantaban hit tras hit".
Aoife Moriarty de Dublin Live dio 3 de 5 estrellas al espectáculo y comenzó expresando que "los fanáticos sienten la 'magia' con el primero de tres espectáculos pop en el 3Arena". Continuo mencionando que "esta noche es, en gran medida, un clásico concierto de pop, desde la pirotecnia hasta los conjuntos haciendo juego de la banda, una máquina de lluvia hasta una plataforma móvil que vuela por encima de la audiencia" y concluyó su reseña al mencionar que "si bien Little Mix puede ser un grupo manufacturado, es un grupo talentoso que ha sido perfeccionado con un alto nivel. Está claro que esta noche no será olvidada rápidamente por sus legiones de admiradores jóvenes".

## Repertorio
El siguiente repertorio representa el concierto brindado en Madrid el 16 de septiembre de 2019. No representa el repertorio de cada concierto otorgado durante la gira.
Intro The National Manthem
1. «Salute»
2. «Power»
3. «Woman Like Me»
Interlude
4. «Wasabi»
5. «Bounce Back»
6. «Only you»
7. «Black Magic»
Strip and Standing As Sisters Forever (Interlude)
8. «Told You So»
9. «The Cure»
10. «Secret Love Song»
We Are The Activists (Interlude)
11. «Joan of Arc»
12. «Wings»
13. «Shout Out to My Ex»
14. «Woman's World»
Forget You Not (Interlude)
15. «Reggaetón Lento»
16. «No More Sad Songs»
17. «Think About Us»
Heartbeat (Interlude)
18. «More Than Words»
19. «Touch»

El siguiente reportorio corresponde al espectáculo realizado el 1 de septiembre de 2019. 
Intro The National Manthem
1. «Salute»
2. «Power»
3. «Woman Like Me»
4. «Only You»
5. «Black Magic»
6. «Little Me»
7. «Change Your Life»
8. «How Ya Doin'?»
9. «Love A Girl Right»
10. «Bounce Back»
11. «No More Sad Songs»
12. «Secret Love Song»
13. «Wings»
14. «Shout Out To My Ex»
15. «Move»
16. «Motivate»
17. «Reggaetón Lento»
18. «Think About Us»
19. «Touch»

El siguiente repertorio representa el concierto brindado en Sao paulo en la celebración del día de la mujer en 2020 
Intro The National Manthem
1. «Salute»
2. «Power»
3. «Woman Like Me»
Interlude
4. «Wasabi»
5. «Bounce Back»
6. «Only you»
7. «Black Magic»
8. «Secret Love Song»
9. «Wings»
10. «Shout Out to My Ex»
11. «Reggaetón Lento»
12. «No More Sad Songs»
13. «Think About Us»
14. «Touch»

Notas
- Durante el Festival Fusion en Liverpool se interpretaron «Motivate» y «Love a Girl Right» pero no los otros temas de LM5 incluidos en la lista de canciones de Madrid.[21]
- Durante la fase en Reino Unido e Irlanda agregaron una plataforma flotante.

Invitados especiales
- Durante el segundo y tercer concierto en Londres interpretaron «More Than Words» junto a Kamille. además durante el tercer y quinto concierto interpretaron «Power» junto a Stormzy.[22][23]

## Fechas
| Fecha                    | Ciudad     | País         | Recinto             | Acto de apertura     | Asistencia      | Recaudación |
| Europa                   | Europa     | Europa       | Europa              | Europa               | Europa          | Europa      |
| ------------------------ | ---------- | ------------ | ------------------- | -------------------- | --------------- | ----------- |
| 1 de septiembre de 2019  | Liverpool  | Reino Unido  | Sefton Park         | Festival             | Festival        | Festival    |
| 16 de septiembre de 2019 | Madrid     | España       | WiZink Center       | Keelie Walker        | —               | —           |
| 18 de septiembre de 2019 | Milán      | Italia       | Mediolanum Forum    | Keelie Walker        | —               | —           |
| 21 de septiembre de 2019 | Stuttgart  | Alemania     | Porsche-Arena       | Keelie Walker        | —               | —           |
| 22 de septiembre de 2019 | Stuttgart  | Alemania     | Porsche-Arena       | Keelie Walker        | —               | —           |
| 23 de septiembre de 2019 | Colonia    | Alemania     | Lanxess Arena       | Keelie Walker        | —               | —           |
| 25 de septiembre de 2019 | Ámsterdam  | Países Bajos | Ziggo Dome          | Keelie Walker        | —               | —           |
| 27 de septiembre de 2019 | Amberes    | Bélgica      | Sportpaleis         | Keelie Walker        | —               | —           |
| 28 de septiembre de 2019 | París      | Francia      | AccorHotels Arena   | Rothwell             | —               | —           |
| 6 de octubre de 2019     | Belfast    | Irlanda      | Odyssey Arena       | New Rules Mae Muller | —               | —           |
| 7 de octubre de 2019     | Belfast    | Irlanda      | Odyssey Arena       | New Rules Mae Muller | —               | —           |
| 8 de octubre de 2019     | Dublín     | Irlanda      | 3Arena              | New Rules Mae Muller | —               | —           |
| 10 de octubre de 2019    | Dublín     | Irlanda      | 3Arena              | New Rules Mae Muller | —               | —           |
| 11 de octubre de 2019    | Dublín     | Irlanda      | 3Arena              | New Rules Mae Muller | —               | —           |
| 13 de octubre de 2019    | Belfast    | Irlanda      | Odyssey Arena       | New Rules Mae Muller | —               | —           |
| 14 de octubre de 2019    | Belfast    | Irlanda      | Odyssey Arena       | New Rules Mae Muller | —               | —           |
| 17 de octubre de 2019    | Glasgow    | Reino Unido  | The SSE Hydro       | New Rules Mae Muller | 35,099 / 35,099 | $2,585,000  |
| 18 de octubre de 2019    | Glasgow    | Reino Unido  | The SSE Hydro       | New Rules Mae Muller | 35,099 / 35,099 | $2,585,000  |
| 19 de octubre de 2019    | Glasgow    | Reino Unido  | The SSE Hydro       | New Rules Mae Muller | 35,099 / 35,099 | $2,585,000  |
| 21 de octubre de 2019    | Liverpool  | Reino Unido  | M&S Bank Arena      | New Rules Mae Muller | —               | —           |
| 22 de octubre de 2019    | Liverpool  | Reino Unido  | M&S Bank Arena      | New Rules Mae Muller | —               | —           |
| 24 de octubre de 2019    | Newcastle  | Reino Unido  | Metro Radio Arena   | New Rules Mae Muller | 27,275 / 28,199 | $1,891,490  |
| 25 de octubre de 2019    | Newcastle  | Reino Unido  | Metro Radio Arena   | New Rules Mae Muller | 27,275 / 28,199 | $1,891,490  |
| 26 de octubre de 2019    | Newcastle  | Reino Unido  | Metro Radio Arena   | New Rules Mae Muller | 27,275 / 28,199 | $1,891,490  |
| 28 de octubre de 2019    | Sheffield  | Reino Unido  | Sheffield Arena     | New Rules Mae Muller | —               | —           |
| 29 de octubre de 2019    | Sheffield  | Reino Unido  | Sheffield Arena     | New Rules Mae Muller | —               | —           |
| 31 de octubre de 2019    | Londres    | Reino Unido  | The O2 Arena        | New Rules Mae Muller | —               | —           |
| 1 de noviembre de 2019   | Londres    | Reino Unido  | The O2 Arena        | New Rules Mae Muller | 30,855 / 32,064 | $2,313,020  |
| 2 de noviembre de 2019   | Londres    | Reino Unido  | The O2 Arena        | New Rules Mae Muller | 30,855 / 32,064 | $2,313,020  |
| 7 de noviembre de 2019   | Birmingham | Reino Unido  | Resorts World Arena | New Rules Mae Muller | —               | —           |
| 8 de noviembre de 2019   | Birmingham | Reino Unido  | Resorts World Arena | New Rules Mae Muller | —               | —           |
| 9 de noviembre de 2019   | Birmingham | Reino Unido  | Resorts World Arena | New Rules Mae Muller | —               | —           |
| 11 de noviembre de 2019  | Nottingham | Reino Unido  | Motorpoint Arena    | New Rules Mae Muller | —               | —           |
| 12 de noviembre de 2019  | Nottingham | Reino Unido  | Motorpoint Arena    | New Rules Mae Muller | —               | —           |
| 14 de noviembre de 2019  | Mánchester | Reino Unido  | Manchester Arena    | New Rules Mae Muller | 40,714 / 40,714 | $2,837,170  |
| 15 de noviembre de 2019  | Mánchester | Reino Unido  | Manchester Arena    | New Rules Mae Muller | 40,714 / 40,714 | $2,837,170  |
| 16 de noviembre de 2019  | Mánchester | Reino Unido  | Manchester Arena    | New Rules Mae Muller | 40,714 / 40,714 | $2,837,170  |
| 18 de noviembre de 2019  | Leeds      | Reino Unido  | First Direct Arena  | New Rules Mae Muller | 19,858 / 21,603 | $1,378,170  |
| 19 de noviembre de 2019  | Leeds      | Reino Unido  | First Direct Arena  | New Rules Mae Muller | 19,858 / 21,603 | $1,378,170  |
| 21 de noviembre de 2019  | Londres    | Reino Unido  | The O2 Arena        | New Rules Mae Muller | 29,547 / 31,776 | $2,123,700  |
| 22 de noviembre de 2019  | Londres    | Reino Unido  | The O2 Arena        | New Rules Mae Muller | 29,547 / 31,776 | $2,123,700  |
| 8 de marzo de 2020       | Sao Paulo  | Brasil       | Allianz Parque      | —                    | 50,879 / 50,879 | $3,459,800  |

## Conciertos cancelados
| Fecha                    | Ciudad    | País          | Lugar                         | Motivo                                                                               |
| ------------------------ | --------- | ------------- | ----------------------------- | ------------------------------------------------------------------------------------ |
| 19 de septiembre de 2019 | Viena     | Austria       | Wiener Stadthalle             | Debido a un accidente sufrido por uno de los camiones que transportaba el escenario. |
| 4 de octubre de 2019     | Aberdeen  | Reino Unido   | The Event Complex Aberdeen    | Conflictos de programación.                                                          |
| 7 de diciembre de 2019   | Perth     | Australia     | RAC Arena                     | Grabación de nueva música.                                                           |
| 10 de diciembre de 2019  | Adelaide  | Australia     | AEC Arena                     | Grabación de nueva música.                                                           |
| 13 de diciembre de 2019  | Melbourne | Australia     | Melbourne Arena               | Grabación de nueva música.                                                           |
| 14 de diciembre de 2019  | Sídney    | Australia     | Qudos Bank Arena              | Grabación de nueva música.                                                           |
| 16 de diciembre de 2019  | Brisbane  | Australia     | Brisbane Entertainment Centre | Grabación de nueva música.                                                           |
| 19 de diciembre de 2019  | Auckland  | Nueva Zelanda | Spark Arena                   | Grabación de nueva música.                                                           |